# 마스터즈 오브 호러
《마스터즈 오브 호러》(영어: Masters of Horror)는 2005년부터 2007년까지 방영된 드라마이다.